# Sudetenländische Bergbau AG
Die Sudetenländische Bergbau AG, kurz SUBAG war eine Braunkohlen-Bergwerksgesellschaft im Reichsgau Sudetenland. Eigentümer der Gesellschaft war der deutsche Staatskonzern Reichswerke Hermann Göring. Der Firmensitz war in Brüx.

## Geschichte
Gegründet wurde die Gesellschaft am 10. Juni 1939. Sie übernahm unter dem Generaldirektor Hanns Nathow ab 1940 die im Staatsbesitz befindlichen Braunkohlenwerke im Nordböhmischen Becken bei Brüx, Dux und Teplitz-Schönau. Mit Gründung des Unternehmens erfolgte eine Umstellung auf neue Abbauverfahren in den Bergwerken des Unternehmens. Insbesondere wurden Tagebaue erweitert und neu erschlossen.
Zum 30. Dezember 1940 wurde die Bergwerke und Grubenfelder der Brucher Kohlenwerke AG infolge „Arisierung“ aus dem Besitz der jüdischen Industriellen-Familie Weinmann übernommen.
Ein hundertprozentiges Tochterunternehmen waren die Sudetenländischen Treibstoffwerke (SUTAG) in Maltheuern (heute Záluží), die ab 1942 im Bergius-Pier-Verfahren die Produktion synthetischer Kraftstoffe aus Braunkohle aufnahm. Das Werk wurde vollständig mit staatlichen Mitteln in Höhe von 250 Millionen RM finanziert und zählte mit einem Durchsatz von 600.000 Jahrestonnen bis 1945 zu den größten Hydrierwerken im deutschen Einflussbereich.
Nach dem Zweiten Weltkrieg kam die Gesellschaft in das Eigentum der wieder gegründeten Tschechoslowakei. Am 15. August 1945 erhielt das Unternehmen den neuen tschechischen Firmennamen Severočeské hnědouhelné doly (Nordböhmische Braunkohlenwerke). Per Dekret Nr. 100/45 des tschechoslowakischen Präsidenten Edvard Beneš vom 24. Oktober 1945 wurde die Gesellschaft am 1. Januar 1946 nationalisiert und firmiert seitdem als Severočeské hnědouhelné doly Most (SHD).

## Bergwerke
Im Jahr 1942 betrieb das Unternehmen folgende Braunkohlenwerke:
- Alexander, Herrlich (von Brüxer Kohlenbergbau-Gesellschaft)
- Amaliaschacht III, Briesen
- Grube Amalia IV, Kuttowitz (Tagebau)
- Grube Annafeld, Schönfeld (in Förderung seit 1939)
- Annaschacht, Trupschitz (im Oktober 1938 außer Betrieb, im August 1941 verwahrt)
- Barbaraschacht, Katzendorf (von Brüxer Kohlenbergbau-Gesellschaft)
- Bettyschacht, Wurzmes (von Braunkohlen-Aktiengesellschaft in Prag, seit 1. Januar 1940)
- Bihlschacht, Haan
- Brittaniaschacht VI, Probstau (von Vereinigte Britannia-Kohlenwerke)
- Bihlschacht, Haan (von Brüxer Kohlenbergbau-Gesellschaft)
- Doblhoffschacht III, Modlan (von Brüxer Kohlenbergbau-Gesellschaft)
- Elly-Tiefbau, Seestadtl (von Nordböhmische Kohlenwerks-Gesellschaft, Betrieb am 10. August 1940 eingestellt)
- Elektraschacht, Ukkern (am 1. Juli 1942 mit Bettyschacht vereinigt)
- Emeran, Briesen (von Brüxer Kohlenbergbau-Gesellschaft, am 21. November 1941 mit Konrad-Henlein-Schacht vereinigt)
- Fortunaschacht, Kommern
- Franzisci-Schacht, Ladowitz (von Brüxer Kohlenbergbau-Gesellschaft, am 11. Oktober 1941 mit Konrad-Henlein-Schacht vereinigt)
- Guido I und III, Niedergeorgenthal (von Nordböhmische Kohlenwerks-Gesellschaft)
- Guido IV, Obergeorgenthal (von Nordböhmische Kohlenwerks-Gesellschaft)
- Gustavschacht, Arbesau (von Brüxer Kohlenbergbau-Gesellschaft, Tief- und Tagebau)
- Hedwigschacht, Seestadtl (Tagebau)
- Herkules I und II, Maltheuern (von Nordböhmische Kohlenwerks-Gesellschaft)
- Grube Ignis, Prohn (am 30. Dezember 1940 von Gewerkschaft Brucher Kohlenwerke, Tagebau)
- Grube Karl, Zuckmantel (Tagebau)
- Karolinenschacht, Krzemusch
- Kohinoorschächte, Bruch (am 30. Dezember 1940 von Gewerkschaft Brucher Kohlenwerke)
- Konkordiaschacht, Schellenken (von Brüxer Kohlenbergbau-Gesellschaft)
- Konrad-Henlein-Schacht, Preschen (ehem. Masaryk-Schacht)
- Johannschacht II, Maria Ratschitz (im Oktober 1940 mit Kohinoor vereinigt, zum 30. Dezember 1940 von Gewerkschaft Brucher Kohlenwerke, )
- Juliusschacht II, Brüx
- Juliusschacht III, Brüx
- Juliusschacht V, Brüx
- Ludwigschacht, Kutterschitz (von Brüxer Kohlenbergbau-Gesellschaft)
- Marieschacht, Bruch (am 30. Dezember 1940 von Gewerkschaft Brucher Kohlenwerke, seit 1. Januar 1941 mit Wilhelmschacht vereinigt)
- Grube Marianne, Skyritz (Tagebau)
- Marthildeschacht, Brüx (von Brüxer Kohlenbergbau-Gesellschaft, Tief- und Tagebau)
- Milada II, Karbitz (von Brüxer Kohlenbergbau-Gesellschaft)
- Minerva, Kopitz (von Minerva AG, seit November 1940 mit Herkules vereinigt)
- Nelson III, Herrlich (von Brüxer Kohlenbergbau-Gesellschaft, seit 1940 Förderung auf Alexander)
- Patria-Schacht, Schwaz
- Paulschacht II, Oberleutensdorf  (zum 30. Dezember 1940 von Gewerkschaft Brucher Kohlenwerke)
- Petrischacht, Böhmisch Neudörfl (von Brüxer Kohlenbergbau-Gesellschaft, Tagebauaufschluss ab 1. Juli 1940)
- Plutoschächte, Wiesa (zum 30. Dezember 1940 von Gewerkschaft Brucher Kohlenwerke)
- Robertschacht, Seestadtl (Tief- und Tagebau)
- Grube Richard, Brüx (Tief- und Tagebau)
- Tiefbauschacht Neudorf, Neudorf an der Biela (von Lobkowicz, seit 1. Dezember 1939, Betrieb im April 1940 eingestellt)
- Unionschacht, Krinsdorf (von Brüxer Kohlenbergbau-Gesellschaft, am 1. Juni 1942 mit Barbaraschacht vereinigt)
- Venus-Tiefbauschacht, Brüx (am 30. Dezember 1940 von Gewerkschaft Brucher Kohlenwerke)
- Washingtonschacht, Triebschitz
- Wenzelschacht II, Teplitz-Schönau (Tief- und Tagebau)
- Wilhelmschacht, Wiesa (am 1. Januar 1941 mit Marieschacht vereinigt)
- Zentrumschacht, Niedergeorgenthal (von Nordböhmische Kohlenwerks-Gesellschaft)